# Каплин, Анатолий Степанович
Анато́лий Степа́нович Ка́плин (29 июня 1920 — 3 августа 1979) — советский партийный деятель, дипломат. Чрезвычайный и полномочный посол.

## Биография
Окончил семёновскую среднюю школу № 1, затем историко-филологический факультет Горьковского педагогического института (1941). В 1945 году окончил Высшую дипломатическую школу МИД СССР. На дипломатической работе с 1945 года.
- В 1945—1947 годах — сотрудник дипломатической миссии СССР в Дании.
- В 1948—1951 годах — сотрудник центрального аппарата МИД СССР.
- В 1951—1953 годах — сотрудник посольства СССР в Швеции.
- В 1953—1956 годах — сотрудник дипломатической миссии СССР в Дании.
- В 1956—1957 годах — сотрудник центрального аппарата МИД СССР.
- В 1957—1961 годах — сотрудник аппарата ЦК КПСС.
- В 1961—1965 годах — советник посольства СССР в Норвегии.
- В 1965—1971 годах — на ответственной работе в центральном аппарате МИД СССР.
- В 1971—1974 годах — советник-посланник посольства СССР в ФРГ.
- С 26 марта 1974 года по 3 августа 1979 года — чрезвычайный и полномочный посол СССР в Ирландии.

Похоронен в Москве на Кунцевском кладбище.

## Награды
Два ордена «Знак Почета» (31 декабря 1966, 22 октября 1971).

## Публикации
- Каплин А. «Правда Ярославичей» в свете развития феодальных отношений в Киевской Руси // Сборник научных работ студентов Горьковского государственного педагогического института. — Горький, 1940.
- Каплин А. С. В. И. Ленин — основоположник дипломатии социалистического государства. — М.: Знание, 1970.
- Каплин А. С. В. И. Ленин о дипломатическом искусстве // По заветам В. И. Ленина (некоторые вопросы советской внешней политики и дипломатии). Сборник подг. по решению Парткома МИД СССР. Вып. III. Декабрь. 1973. — С. 61–74.
- Каплин А. С. В. И. Ленин о принципах социалистической дипломатии // Международная жизнь. — 1969. — № 6. — С. 68–75.